# Michael Laverty
Michael Laverty, född 7 juni 1981 i Toomebridge, Nordirland, är en brittisk roadracingförare. Han tävlade säsongerna 2013 och 2014 i MotoGP. Michael Laverty är bror till roadracingföraren Eugene Laverty.
Från 2001 och framåt tävlade Laverty omväxlande i brittiska mästerskapen i Superbike och Supersport samt amerikanska Superbike. Något inhopp i Supersport-VM 2009 blev det också. Roadracing-VM 2013 fick Laverty chansen att köra MotoGP med det brittiska teamet Paul Bird Motorsport på dess egenutvecklade PBM-motorcykel. Mot slutet av säsongen fick Laverty ta över lagkamraten Yonny Hernandez ART-motorcykel när denne flyttade till Pramac Ducati. En 13:e plats i Spaniens Grand Prix gav Laverty hans enda poängplacering. Dessa 3 poäng räckte till 25:e plats i VM. 2014 tog Laverty 9 poäng och blev 24:a i VM. PBM lämnade MotoGP efter säsongen 2014. 2015 tävlade Laverty i British Superbike. Han gjorde också ett inhopp för Aprilia i MotoGP.